# Rongzhou
Rongzhou (kinesiska: 荣周, 荣周乡) är en socken i Kina. Den ligger i den autonoma regionen Tibet, i den sydvästra delen av landet, omkring 650 kilometer öster om regionhuvudstaden Lhasa. Antalet invånare är 5 878. Befolkningen består av 2 960 kvinnor och 2 918 män. Barn under 15 år utgör 30 %, vuxna 15-64 år 64 %, och äldre över 65 år 5,0 %.
Genomsnittlig årsnederbörd är 716 millimeter. Den regnigaste månaden är juli, med i genomsnitt 174 mm nederbörd, och den torraste är november, med 3 mm nederbörd.